# Campionat del Món de natació de 2003
El Campionat del Món de natació de 2003 va ser una competició esportiva que se celebrà a la ciutat de Barcelona (Catalunya) entre els dies 12 i 27 de juliol de 2003 sota l'organització de la Federació Internacional de Natació (FINA). Es realitzaren competicions de natació, natació sincronitzada, salts, natació en aigües obertes i waterpolo.

## Instal·lacions
- Palau Sant Jordi (piscina provisional): natació i final masculina de waterpolo
- Piscina Municipal de Montjuïc: salts
- Piscines Bernat Picornell: natació sincronitzada
- Club Natació Barcelona: waterpolo
- Port de Barcelona: natació en aigües obertes

## Proves
- Natació al Campionat del Món de natació de 2003
- Natació en aigües obertes al Campionat del Món de natació de 2003
- Natació sincronitzada al Campionat del Món de natació de 2003
- Salts al Campionat del Món de natació de 2003
- Waterpolo al Campionat del Món de natació de 2003

## Medaller
Seu
| Posició | País                | Or | Plata | Bronze | Total |
| 1       | Estats Units        | 12 | 13    | 6      | 31    |
| 2       | Rússia              | 10 | 5     | 6      | 21    |
| 3       | Austràlia           | 8  | 12    | 6      | 26    |
| 4       | R.P. de la Xina     | 7  | 4     | 8      | 19    |
| 5       | Alemanya            | 5  | 6     | 5      | 16    |
| 6       | Japó                | 3  | 3     | 3      | 9     |
| 7       | Països Baixos       | 3  | 2     | 2      | 7     |
| 8       | Regne Unit          | 2  | 3     | 3      | 8     |
| 9       | Ucraïna             | 2  | 3     | 2      | 7     |
| 10      | Itàlia              | 2  | 2     | 1      | 5     |
| 11      | Canadà              | 2  | 0     | 1      | 3     |
| 12      | Hongria             | 1  | 4     | 1      | 6     |
| 13      | Espanya             | 1  | 2     | 3      | 6     |
| 14      | Polònia             | 1  | 1     | 0      | 2     |
| 15      | França              | 1  | 0     | 2      | 3     |
| 16      | Finlàndia           | 1  | 0     | 1      | 2     |
| 17      | Belarús             | 1  | 0     | 0      | 1     |
| 18      | Txèquia             | 0  | 2     | 0      | 2     |
| 19      | Eslovàquia          | 0  | 1     | 1      | 2     |
| 20      | Croàcia             | 0  | 1     | 0      | 1     |
| 20      | Dinamarca           | 0  | 1     | 0      | 1     |
| 22      | Romania             | 0  | 0     | 2      | 2     |
| 23      | Bulgària            | 0  | 0     | 1      | 1     |
| 23      | Mèxic               | 0  | 0     | 1      | 1     |
| 23      | Sèrbia i Montenegro | 0  | 0     | 1      | 1     |
| 23      | Sud-àfrica          | 0  | 0     | 1      | 1     |
| 23      | Suècia              | 0  | 0     | 1      | 1     |
| 23      | Tunísia             | 0  | 0     | 1      | 1     |
| Total   | Total               | 62 | 65    | 59     | 186   |